# Der Verschwender
Der Verschwender ist ein Original-Zaubermärchen in drei Aufzügen von Ferdinand Raimund. Die Uraufführung fand am 20. Februar 1834 im Theater in der Josefstadt statt. Das Stück – Raimunds letztes – ist unter anderem durch das Hobellied bekannt geworden.

## Inhalt
Obwohl die Fee Cheristane mit den Perlen ihrer Krone auf der Erde Gutes tun soll, schenkt sie fast alle an Julius Flottwell, den sie liebt. Als sie in das Feenreich zurückkehren muss,  zeigt sie sich ihm erstmals in ihrer wahren Gestalt und bittet ihn, ihr ein Jahr seines Lebens zum Abschied zu schenken.
Von seinem Kammerdiener Wolf, den er für einen braven Mann hält, schamlos ausgenutzt, ist Flottwell nur sein einfältiger Bedienter Valentin treu ergeben.
Drei Jahre später lebt Flottwell in Saus und Braus, Wolf stellt Rosa zu Valentins Ärger nach, und ein geheimnisvoller, immer wieder unvermutet auftauchender Bettler will von Flottwell stets eine reiche Gabe haben.
Flottwell möchte Amalie, die Tochter des Präsidenten von Klugheim, heiraten, ihr Vater ist jedoch dagegen, weil er den verschwenderischen Lebensstil ihres Liebhabers ablehnt. So hat Flottwell sogar den teuren Brautschmuck für Amalie beim Fenster hinausgeworfen, weil er ihm nicht gefällt. Auch diesen sammelt der Bettler ein, doch aus Rache verdächtigt Wolf Rosa, die Diebin zu sein. Entrüstet verlassen Rosa und Valentin ihren Dienst. Julius verwundet den Baron Flitterstein, Amaliens vorgesehenen Bräutigam, beim Duell und flieht mit der Geliebten nach England. Wolf weigert sich aus Eigennutz, ihn zu begleiten und spottet dem Davongehenden nach.
Erst nach zwanzig Jahren kehrt Flottwell zurück, verarmt und allein, da er Frau und Kind durch ein Schiffsunglück verloren hat. Als er seinen früheren Besitz sieht, erfährt er, dass sein ehemaliger Kammerdiener Wolf, der Flottwell stets um große Summen betrogen hatte, ihn gekauft hat. Doch ist dieser alt und krank geworden, seinem ehemaligen Herrn weist er allerdings zynisch die Tür. Nur der treue Valentin, jetzt wieder Tischlermeister, will ihn freudig bei sich aufnehmen, aber Frau Rosa wirft ihn gleich wieder hinaus.
Als Flottwell, der in seinem Leben keinen Sinn mehr sieht, Selbstmord begehen will, erscheint der Bettler, in Wahrheit Azur, Cheristanes dienstbarer Geist. Da er treulich alle Gaben Flottwells – auch den weggeworfenen Schmuck – aufbewahrt hat, kann er ihm einen Teil seines damaligen Vermögens zurückgeben. Valentin hat inzwischen Rosa mit der Drohung, sie mit den Kindern zu verlassen, zum Einlenken gezwungen. Doch Flottwell ist nun selbst in der Lage, Valentin samt seiner Familie aus Dank für die bewiesene Treue zu unterstützen. Zum letzten Mal erscheint Cheristane und verspricht dem Geliebten ein Wiedersehen.

## Werksgeschichte
Raimund begann mit dem Schreiben des Stückes am 17. Oktober 1833 und schloss es am 2. Dezember ab. Schon am 20. Februar 1834 war die Uraufführung. Das Thema des Verschwenders, der sein Geld mit vollen Händen beim Fenster hinauswirft, traf auf reges Publikumsinteresse. In den ersten Jahrzehnten des 19. Jahrhunderts stiegen innerhalb kurzer Zeit viele Existenzen Wiens in – wie Rudolf Fürst doppeldeutig schreibt – schwindelhafte Höhen auf, um nach unbekümmertem Lebensgenuss ebenso rasch wieder abzustürzen. Schon im Bauer als Millionär beschrieb der Dichter eine derartige „Karriere“ mit seinem zu plötzlichem Reichtum gelangen Fortunatus Wurzel. Auch andere Zeitgenossen schrieben Theaterstücke zu diesem Thema, wie beispielsweise Adolf Bäuerle (Die natürliche Zauberei, Der Freund in der Not, Moderne Wirtschaft), Karl Meisl (Ein Tag in Wien, Die Geschichte eines echten Schals, Das Gespenst auf der Bastei – zu Letzterem verfasste übrigens Raimund einige Ergänzungen), sowie Josef Alois Gleich, der allerdings durchaus gemütliche, auch anderen Leuten etwas zukommen lassende Typen beschrieb (Die Bedienten in Wien, Ydor, der Wanderer aus dem Wasserreich, Die Brüder Liederlich). Sie alle haben das Stück Le dissipateur (Der Verschwender) von Philippe Néricault Destouches (1680–1754) zum Vorbild.
Raimund nannte sein Werk ein „Original-Zauberspiel“, um darauf hinzuweisen, es habe keine literarische Vorlage gegeben, sondern das Thema sei seine ganz eigene Erfindung. Vier Jahre nach der Unheilbringenden Zauberkrone verließ er den darin beschrittenen Stil und kehrte, nach dem misslungenen Ausflug in das „hohe Drama, die Welt der Antike, Shakespeares Reich und das barocke Allegorientheater“, wieder in seine lokale Theater-Heimat zurück. Der Verschwender steht zwar noch in der Zauberspieltradition, aber fast an deren Ende. Diese Entwicklung hatte Johann Nestroy ein Jahr zuvor mit seinem Stück Der böse Geist Lumpacivagabundus vorgegeben und damit die Richtung weg vom romantischen Idealismus und hin zum kritischen Realismus beschritten. Raimund folgte dem Konkurrenten hier durchaus, auch wenn er sich der Distanz zu Nestroy stets bewusst blieb. Der Verschwender wurde sein dritter großer Bühnenerfolg.
Von der elften Vorstellung am 6. März 1834 existiert ein Theaterzettel, in dessen Vorspann Ferdinand Raimund als Gast genannt wird, er spielte seine Lieblingsrolle, den Valentin.
In dem Stück kommen mehrere bis heute bekannt gebliebene Couplets vor. Das berühmteste ist wohl das von Valentin gesungene Hobellied („Da streiten sich die Leut' herum“; dritter Aufzug, zehnte Szene), auch das Jagdlied („Kurz, in allem Ernst gesagt, 's gibt nichts dümmers als die Jagd“; erster Aufzug, vierzehnte Szene) wird noch gerne interpretiert.

## Personen
Flottwells Figur wird anfangs als maßloser und im Guten wie im Bösen gedankenloser Verschwender gezeichnet, der erst nach Jahrzehnten und seinem Absturz in die Armut und Einsamkeit mit seinem früheren Tun ins reine zu kommen vermag. Der versöhnliche Schluss für ihn, den Raimund findet und an den er selbst nicht ganz zu glauben vermag, ist eher der moralischen Einstellung des Dichters zu verdanken, der frühere Großzügigkeit und späte Tugend nicht unbelohnt lassen kann und will. Ein mögliches Vorbild Flottwells könnte der von Egon Komorzynski (1878–1963) in der Wiener Lokalchronik aufgespürte Moritz von Fries (1777–1826) gewesen sein, dessen Leben in manchen Zügen dem Verschwender verblüffend nahe kommt.
Der sympathische Valentin kann als Weiterentwicklung des ebenso treuen Dieners Florian Waschblau aus Der Diamant des Geisterkönigs gesehen werden. Raimund hat hier, in bewusstem Bruch mit der Tradition, ausgerechnet einen kleinen Diener und von seinen damaligen Autorenkollegen stets verspotteten Handwerker als sein Idealbild der Dankbarkeit geschaffen. Nicht umsonst sagt sein verarmter Herr von ihm:
„O Dienertreu', du gleichst dem Mond, wir sehn dich erst, wenn unsere Sonne untergeht.“ (Dritter Aufzug, achte Szene)
Seine Partnerin Rosa ist – wenigstens in den beiden ersten Aufzügen – die Colombina neben dem Harlekin, schnippisch, handfest und wienerisch fesch. Im dritten entwickelt sie sich keineswegs zum traditionellen bösen Weib, zur „Bissgurn“ des Alt-Wiener Volkstheaters, sie ist eine gute Hausfrau und Mutter, treu, sparsam, ein wenig streng mit Mann und Kindern, aber dabei, im Gegensatz zu Valentin, eine sachliche Realistin, der die Gegenwart mehr gilt als die Vergangenheit. Rosa in ihrem wiedererwachter Zorn auf Flottwell kann laut Hans Weigel allerdings beinahe als weibliche Ausgabe des Menschenfeindes Rappelkopf gesehen werden; weniger die Colombina, sondern eine nahezu Strindbergsche Figur.
Das Gegenstück zu Valentin ist der Kammerdiener Wolf, ein verlogener, bestechlicher und diebischer Schmeichler, der, ohne zu zögern, seinen Herrn fallen lässt; sein Vorläufer ist der Lorenz aus dem Bauern als Millionär. Letztlich hat er nichts von all seinen Schurkereien, denn er ist als Gutsbesitzer von Schmerzen und Gewissensbissen geplagt, von seiner Umgebung verachtet, ein „Opfer“ des gerechten Schicksals.
Cheristane ist zwar einerseits eine Vertreterin des Geisterreiches, gleichzeitig aber auch ein weiterer Beweis zur von Raimund seit seinem ersten Stück durchgeführten Annäherung der Geisterebene an die Menschenwelt. Sie ist ganz irdisch ein Flottwell liebendes Biedermeiermädchen, und deshalb ist im Geisterreich keine pompöse Aktion mehr zur Erklärung dieser Verbindung notwendig. So wie der Alpenkönig väterliche Züge trägt, hat Cheristane gleichzeitig diejenigen der Geliebten und der Mütterlichkeit. Daran, dass auch ohne das Eingreifen der Fee dank der Treue Valentins Flottwell keine bittere Not erleiden hätte müssen, ist Raimunds größer werdende Distanz zum traditionellen Zauberspiel ebenfalls erkennbar.

## Spätere Interpretationen
Rudolf Fürst stellt fest, Raimund habe auch hier, wie im Alpenkönig und Menschenfeind, viel Eigenes, Persönliches, Verborgenes hineingeschrieben. Wie sehr er dies selbst so spürte, beweise ein Brief vom 20. Dezember 1835 an Friedrich Ludwig Schmidt, den Direktor des Hamburgischen Stadt-Theaters, in dem er das von diesem für Flottwell „zu knapp bemessene Glück“ verteidigt habe:
„Es war nicht meine Absicht, den Verschwender Flottwell für sein zwar edles, aber zu wild leidenschaftliches Herz am Ende seiner verfehlten Laufbahn belohnen zu lassen. Eigentlich müsste er untergehen! Nur vor der unverdienten Schmach, vor dem empörenden Undank der Menschen wollte ich ihn geschützt wissen.“
Das sieht Fürst als deutlichen Hinweis für Raimunds von Misstrauen und nahezu Verfolgungswahn geprägten Meinung über seine Zeitgenossen.
Kurt Kahl beschäftigt sich mit dem Verhältnis Raimunds zu Nestroy und zitiert als eine damals in der Diskussion darüber gemachte parteiische Ansicht den Nestroy-Verehrer Karl Johann Braun von Braunthal (1802–1866), der spöttisch kritisierte:
„Dieses Produkt ist ein Stillstand in seinem Wirken, folglich ein Rückschritt. Der ‚Verschwender‘ ist sein ‚Bauer als Millionär‘ en fraque, nichts sonst.“
Kahl sieht den Unterschied zwischen dem ehrgeizigen, sich selbst überschätzenden Phalarius der Unheilbringenden Zauberkrone und dem zügellos verschwenderischen Flottwell eher als gar nicht so groß an. Ein interessanterer Vergleich sei der zwischen dem Fortunatus Wurzel des Bauern als Millionär und Flottwell: Während ersterer von der Nebenfigur zur Hauptperson wird, sei Flottwell anfangs der Mittelpunkt der Handlung und werde dann von Valentin in die Nebenrolle gedrängt. Besonders in den Szenen in der Tischlerwerkstatt (eine Reminiszenz an den väterlichen Beruf) treffe Raimund mühelos den Ton dieser kleinen Welt, sie gleichen „herzerfrischenden Genrebildern“.
Nach Franz Hadamowsky sei der große Erfolg, den Raimund bei seinen Gastspielrollen im Josefstädter Theater hatte, ausschlaggebend dafür gewesen, ein neues Werk für ebendiese Bühne zu schreiben. Der Schleichhandel mit Theaterkarten für den Verschwender wäre ob des großen Publikums-Interesses derart ausufernd geworden, dass die Theaterdirektion schließlich eingreifen habe müssen, um dies abzustellen oder mindestens einzuschränken. Für manche Marqueurs, Wirtshausbedienstete, Logenschließer und andere sei der Gewinn fast schon größer gewesen als für den Theaterdirektor Stöger.
Bei Hein/Mayer ist zu lesen, das Werk sei in der Nähe einer Charakterkomödie anzusiedeln. Das Geschehen sei auf die menschliche Ebene verlagert, nicht überirdische Fragen wären beherrschend, sondern das Verfehlen irdischer Tugenden. Raimund wolle zeigen, dass Größe, Begabung, Phantasiereichtum, also Eigenschaften, die den Menschen befähigen, in eine höhere Idealsphäre vorzudringen und bürgerliche Begrenzung zu verlassen, durchaus auch seinen Untergang hervorrufen könne. Nur durch Resignation und Verzicht – so die Schlussfolgerung des pessimistischen Dichters – könne dies verhindert werden. Das wäre als Ausdruck biedermeierlicher Zufriedenheit und Entsagung, und damit als kritisches Korrektiv eine maßlosen und betrügerischen Gesellschaft zu sehen.

## Theater
Einige der bekanntesten österreichischen Theaterschauspieler, die die Rolle des Valentin spielten, waren Ferdinand Raimund, Alexander Girardi, Paul Hörbiger, Attila Hörbiger, Josef Meinrad, Heinz Petters und Otto Schenk.

## Verfilmungen
Es gibt zahlreiche Verfilmungen des Stoffes. Die erste stammt aus dem Jahr 1913 und kam unter dem Titel Der Millionenonkel in die Kinos. 1917 entstand unter der Regie des Ehepaares Jakob und Luise Fleck ein zweiteiliger Stummfilm. Die vermutlich bekannteste Verfilmung stammt aus dem Jahr 1953, in der Attila Hörbiger den Herrn von Flottwell spielt. 1964 spielte seine Tochter Christiane Hörbiger in einer Neuverfilmung die Fee Cheristane, sowie mit Josef Meinrad unter der Regie von Kurt Meisel. In einer ORF-TV-Produktion aus dem Jahr 1984 unter der Regie des damaligen Intendanten Ernst Wolfram Marboe spielten nur Kinder die bekannten Rollen. Den Valentin spielte Georg Friedrich.

## Verweise
- Rollenverzeichnis, Inhalt und Text auf ferdinandraimund.at/stuecke/verschwender